# Joel Pettersson
Joel Gustaf Pettersson, född 8 juni 1892 i Lemland, död 5 januari 1937 i Finström, var en åländsk författare och konstnär. I sina målningar och i sin dialektpräglade prosa och dramatik skildrade han den åländska landsbygden under 1900-talets första årtionden. Trots att bara en liten del av hans verk publicerades under hans livstid, räknas han idag som en av de mest betydelsefulla åländska författarna. Hans måleri, som har betecknats som modernistiskt och expressionistiskt, uppmärksammades tidigare än hans litterära verk.

## Biografi

### Barndom och uppväxt
Joel Pettersson föddes i Norrby i Lemlands socken på Åland, på det halva hemmanet Mickels. Föräldrarna var bönder och kom ursprungligen från Föglö i Ålands skärgård. Fadern, som var något över femtio år när Joel föddes, var en så kallad kodoktor som ibland behandlade grannar med åderlåtning och annan folkmedicin. Pettersson bodde större delen av sitt liv i barndomshemmet. Barndomen och särskilt tonåren var ett återkommande tema i hans författarskap, särskilt i Måndagsmorgon, en lång berättelse om konfirmationen. I berättelsen, liksom i flera andra av hans texter, finns inslag som har tolkats som homoerotiska. Dessa har ofta ansetts vara självbiografiska, särskilt när Pettersson skildrar sina obesvarade känslor för barndomsvännen Elis Eriksson. Det är dock lite känt om hans faktiska sexualitet. I biografin Pojken och den gråa byn kommenterar Valdemar Nyman ett brev till väninnan Ada Henriksson, där det enligt Nyman framgår att man i Petterssons krets under studietiden i Åbo ägnade sig ”åt förbjudna fröjder”. I samma bok återges en kommentar från ungdomsvännen Elis Friman: ”Joel var nog avvikande och man var inte så upplyst då i sådana saker som nu.”

### Konststudier
Under barndomen vistades ofta konstnärer på Åland som sommargäster. Den unge och konstnärligt begåvade Pettersson uppmärksammades tidigt av Victor Westerholm, föreståndare för Finska Konstföreningens ritskola i Åbo. Han började där 1913 och studerade i drygt fyra terminer. Svårigheter att underordna sig den traditionella undervisningen och vantrivsel i stadsmiljön anges i hans förmodat självbiografiska texter som orsaker till att han avbröt studierna och återvände hem till Åland. Vid denna tid hade en äldre halvbror emigrerat till Amerika och en yngre bror dött till sjöss 1916, vilket innebar att Joel blev den som skulle ta över gården. Från ritskolan fick han ett relativt gott betyg med vitsordet ”nöjaktig” i anatomi, teckning och perspektivlära. Ett intyg därifrån talade om ”goda framsteg”.

### Ungdomsföreningen
Efter återkomsten till Åland slutade Pettersson i stort sett att måla och blev i stället aktiv i den lokala ungdomsföreningen. På landsbygden vid denna tid var ungdomsföreningen en viktig kulturell och politisk institution, ofta förknippad med modernitet och upplysning i kontrast till kyrkan och bondesamhället. Han engagerade sig särskilt i teaterverksamheten och skrev pjäser för amatörteatern på ungdomslokalen Valborg i Lemland. Han medverkade även som skådespelare och regissör i uppsättningar av andras verk, bland annat August Blanches Herr Dardanell och hans upptåg på landet. För professionell teater uttryckte han i sina texter närmast förakt och han lade stor vikt vid att hans pjäser var skrivna på dialekt.

### Författare

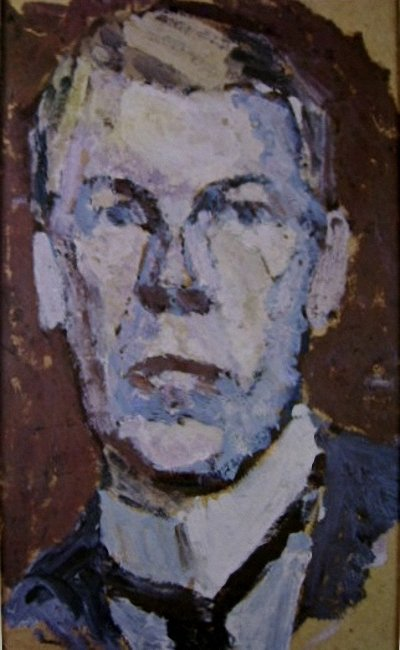
Självporträtt. Oljemålning av Joel Pettersson.

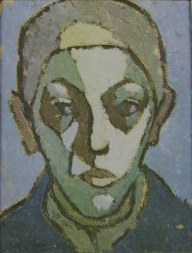
Porträtt av konstnärens bror Karl. Oljemålning av Joel Pettersson.

År 1917 fick Pettersson kontakt med Werner Eker, som han brevväxlade med under många år. Eker uppmuntrade hans skrivande, även om han var kritisk till Petterssons dialektala stil och rådde honom att skriva på högsvenska. Några av hans kortare berättelser publicerades i tidskriften Åländsk odling, där Eker var redaktör. Enstaka berättelser publicerades också i Ålandstidningen och i den kortlivade tidningen Ålands Nyheter, som redigerades av vännen Birger Bondestam. Dessa texter var de enda som gavs ut under Petterssons livstid. Han skrev dock kontinuerligt prosa tills jordbruket krävde allt mer tid när föräldrarna blev äldre. Efter 1920 skrev han ingen dramatik och endast mycket lite i övrigt, och efter 1921 finns nästan inga bevarade texter. En förklaring kan vara att ungdomsföreningen tröttnat på hans pjäser. När föräldrarna dog 1928 sålde han sina djur och större delen av jordbruksmarken, började måla igen och gav enmansföreställningar där han ”ritade och berättade”.

### De sista åren
Efter föräldrarnas död försökte Pettersson försörja sig på hönsuppfödning, men verksamheten misslyckades och ekonomin försämrades. Till slut tvingades han sälja gården till en granne. Hans psykiska hälsa försämrades också, även om han tillfälligt återhämtade sig efter ett självmordsförsök. Under denna tid förstörde han delar av sin egen produktion. I mars 1936 intogs han i nedgånget tillstånd på Grelsby mentalsjukhus med diagnosen schizofreni. Samma år ställdes några av hans tavlor ut för första gången och fick positiva recensioner i pressen. Bland andra beskrev den svenske konstnären Rikard Lindström honom som utställningens största begåvning. Flera tavlor såldes, bland annat en till Åbo konstmuseum, och många av de verk som idag finns i Ålands konstmuseums samlingar härstammar från denna tid. När framgångarna började komma var han dock redan svårt sjuk. Han avled på Grelsby mentalsjukhus av en infektion den 5 januari 1937.

### Postum karriär
Werner Eker skänkte Petterssons litterära kvarlåtenskap till Ålands museum. I början av 1970-talet sammanställde Valdemar Nyman fyra prosaböcker ur den omfattande samlingen manuskript: Jag har ju sett (1972), Eldtände (1973), Frifågel (1974) och Hallonskogen (1975). Kritiken var positiv; Rune Johansson skrev i Dagens Nyheter den 1 mars 1973: ”En betydande svenskspråkig författare har trätt fram ur total obemärkthet 35 år efter sin död.” Nyman publicerade 1977 biografin Pojken och den gråa byn, i vilken utdrag ur Petterssons verk ingick.
År 1992 höll Ålands museum en jubileumsutställning om Pettersson och hans konst, och samma år publicerade Ralf Svenblad utgåvan Pojken som fantasin skenade bort med. Svenblad har fortsatt arbeta med Petterssons manuskript. Måndagsmorgon från 2004 återger den längre sammanhängande berättelse om en pojkes konfirmation som bara delvis ingick i Nymans utgåvor. Han har även sammanställt samlingen Till alla, alla, alla... (2002), medverkat till barnboken Knollan – En kosaga efter en berättelse av Pettersson och med illustrationer av Jonas Wilén, samt katalogiserat hans kvarlåtenskap i Katalog över Joel Petterssons manuskriptsamling i Ålands Landskapsarkiv (1987). 2009 gavs Teaterstycken I ut, en samling med sex av hans pjäser, redigerad av Svenblad.
Efter sin död har Pettersson varit föremål för flera artiklar, essäer och akademiska uppsatser. Operan Joel, med libretto av Lars Huldén och musik av Nikolo Kotzev, hade urpremiär i Mariehamn den 24 juli 2009. Hans pjäser har sedan dess satts upp vid många tillfällen, även utanför Åland. Ett Joel Pettersson-sällskap var under en period verksamt på Åland.

## Litterära verk

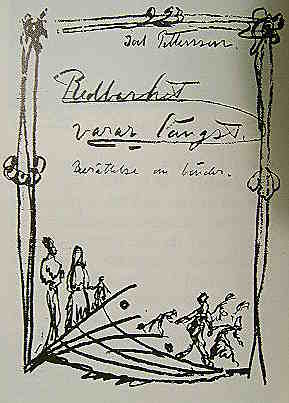
Joel Petterssons omslagsskiss till Redbarhet varar längst.

### Prosa
Mycket av Petterssons prosa kan betecknas som delvis sammanhängande noveller, där den självbiografiska figuren Pojken ofta förekommer, men en del av hans texter är skrivna direkt i jagform. Pettersson beklagade sig över att han inte kunde slutföra någon längre berättelse, utan att de korta historierna alltid trängde sig på. I hans efterlämnade manuskriptsamling finns det dock längre sammanhängande texter som Måndagsmorgon, som oredigerad är på 400 foliosidor och Redbarhet varar längst på 150, ett manus Pettersson hade allvarliga planer på att få utgivet och som redigerat av Nyman delvis ingår i Frifågel.
Joel Petterssons berättelser utspelar sig vanligen i den samtida åländska bondemiljön, men en del har mer allegorisk, sagoliknande karaktär. I hans texter finns få referenser till författare han läst och påverkats av, men Selma Lagerlöf kan ha varit en. Det har spekulerats i att han kan ha läst Nietzsche och att han påverkats av Bibeln, framför allt av Gamla Testamentets språk, är tydligt. Flertalet berättelser är skrivna på dialekt, vilket var ett högst medvetet drag, för Pettersson kunde också skriva på en formell högsvenska.
Joel Petterssons prosa fokuserar på teman som pubertet, utanförskap och intolerans, och riktar med grov satir kritik mot allmän dumhet och girighet i hans egen sociala miljö. En slags panteistisk religiositet och naturdyrkan förekommer också. Pettersson har kallats såväl modernist som primitivist och naivist och det råa i hans stil har ofta betonats.

### Dramatik

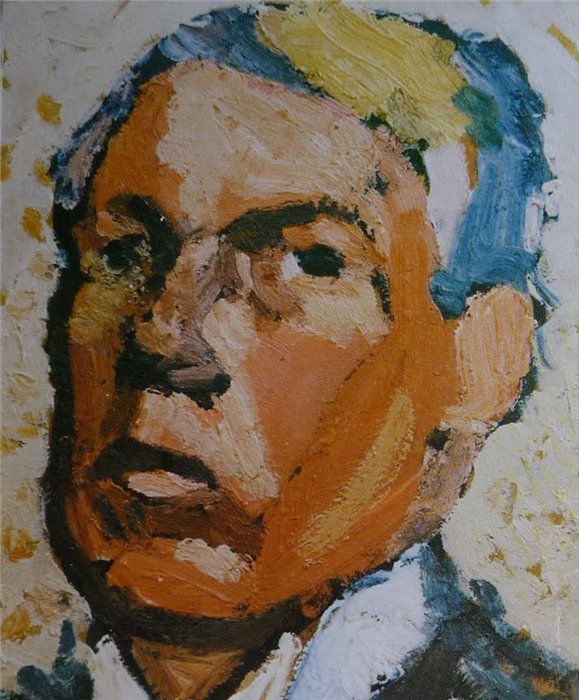
Självporträtt. Oljemålning av Joel Pettersson (beskuren).

Petterssons pjäser, som har liknande teman som hans prosa, hade fram till utgivningen av Teaterstycken I 2009 sällan publicerats om man bortser från de långa citat och referat som förekommer i Valdemar Nymans biografi Pojken och den gråa byn och de enstaka pjäserna När det regnar som publicerades i Åländsk odling 1943 och Lyckans stjärna som publicerades i den åländska kulturtidskriften PQR 1984. Flera, som Kajsa-Rulta och Råttan som sattes upp 1992 och Stina-Lisa och dotren som sattes upp 1997 samt Amerkanarin har dock uppförts på Åland även på senare år. Ritva Holmberg satte upp en blandning av Petterssons pjäser på Åbo svenska teater 1976 och 1990 gavs Rune Sandlunds föreställning Mammas pojken både på Åland och ett par andra orter. Bland Petterssons efterlämnade manuskript finns ett trettiotal pjäser, varav några är mycket korta eller ofullständiga.

### Övrigt
Flertalet av de enstaka dikter Pettersson skrev återges i Nymans biografi Pojken och den gråa byn. Av Petterssons brev till vännerna finns ungefär 130 bevarade. De är ställda till Levi Eriksson och Ada Henriksson som var ålänningar som Pettersson umgåtts med i Åbo, till den tidigare nämnde Werner Eker, till redaktören och vännen Birger Bondestam och till den finske konstnärskollegan Mikko Carlstedt. Många av breven återges i Valdemar Nymans biografi och den samling av Joels brev till Werner Eker (1990) som Nyman redigerade.

## Måleri

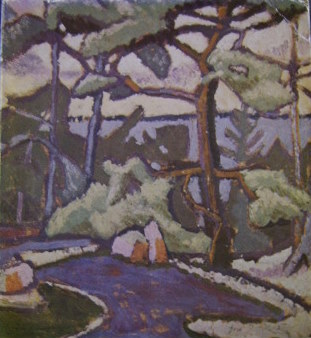
Landskapsmålning. Oljemålning av Joel Pettersson, 1915.

Pettersson målade i början med grova penseldrag och byggde upp målningen med stora, rena färgytor och starka konturer men mot slutet av sitt liv målade han mer realistiskt. Han målade på material som ogrundad kartong och med oljefärger av låg kvalitet vilket bidrar till den råa känslan, men gör att många målningar är i dåligt skick idag och ändrat karaktär allt eftersom de obemålade partier Pettersson gärna lämnade kvar i målningen gulnat och mörknat. Hans motiv var traditionella: porträtt, landskapsmålningar och stilleben men hans teknik och färgval okonventionellt och modernt för tiden. Hans stil har kallats expressionistisk och har likheter med Van Goghs och Gauguins och åtminstone Van Gogh finns det belägg för att Pettersson kände till. Pettersson har postumt kallats "Ålands Van Gogh".
Man har också pekat på likheter med Matisse och fauvisterna. Pettersson brevväxlade i många år med den finske konstnären Mikko Carlstedt som hörde till Novembergruppen, en krets av finländska expressionister verksamma på 1920- och 30-talen. Petterssons konstnärliga uttryck i form av kraftiga penseldrag, markanta konturer och dova färger är snarlikt dessa konstnärers, och det är möjligt att Pettersson påverkades av Novembergruppen via Carlstedt.
Med sin modernistiska, förenklade form stod särskilt Joel Petterssons tidiga konst i stark kontrast till den samtidiga och tidigare konsten på Åland, som det mer idylliska friluftsmåleri som skapats av svenska och finländska konstnärer som Victor Westerholm och J.A.G. Acke i Önningebykolonin. Pettersson målade också akvareller, även om han är mest känd för sina oljemålningar, gjorde statyetter i trä och lera och målade själv kulisserna till flera av de pjäser han satte upp. Några kulisser har bevarats på ungdomslokalen Valborg i Lemland.
Ungefär 200 konstverk av Pettersson är kända. Flera finns på Ålands Konstmuseum och två av hans målningar återfinns i Moderna museets samling i Stockholm. Några förekom på de åländska frimärken som gavs ut 1992, till etthundraårsminnet av hans födelse.

## Målningar

Några av Joel Petterssons målningar
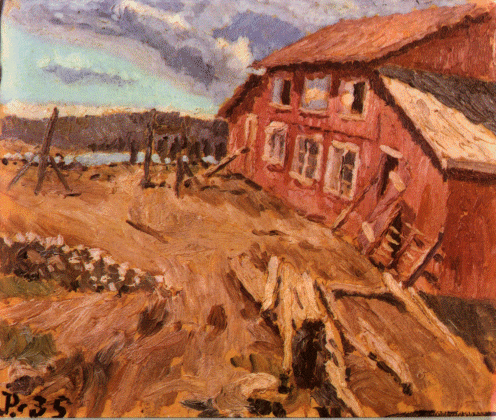
Hönshuset. Olja.
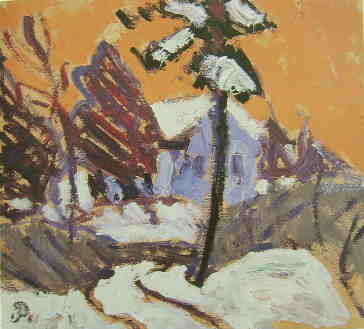
Aftonljus. Olja på kartong, Andersudde.
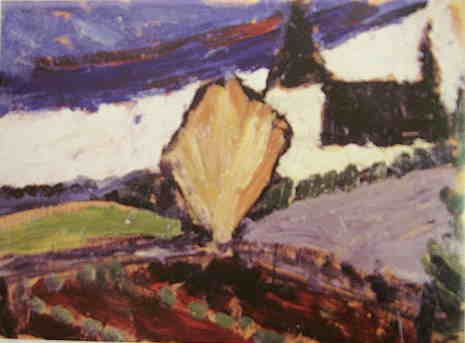
Höstlandskap med Lemlands kyrka. Olja på kartong.
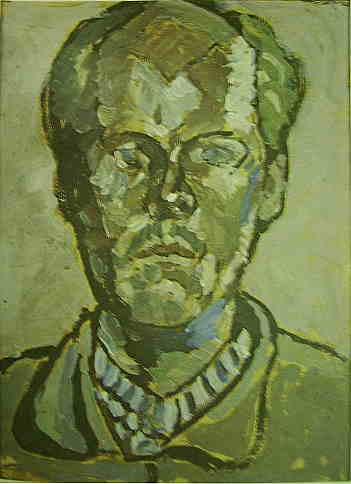
Självporträtt. Olja. (Joel Petterssons sista självporträtt)
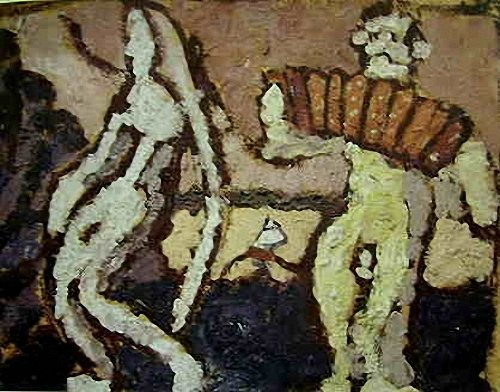
Spelmannen och kvinnan. Olja på kartong, Ålands ömsesidiga försäkringsbolag.
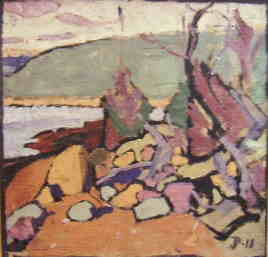
Strandlandskap. Olja på kartong, Ålands konstmuseum.
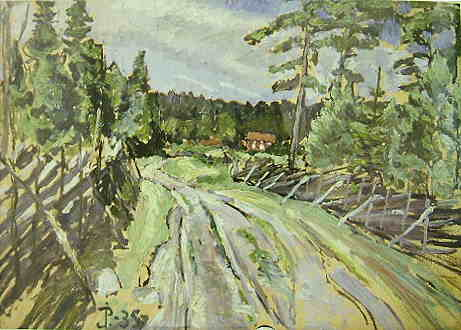
Landsväg. Olja på kartong. Ålands konstmuseum.
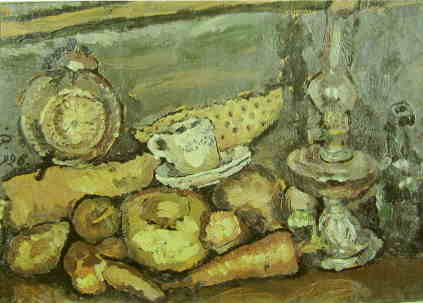
Stilleben Olja på kartong 1928.
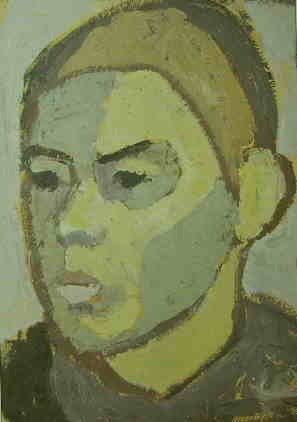
Gosse Olja.
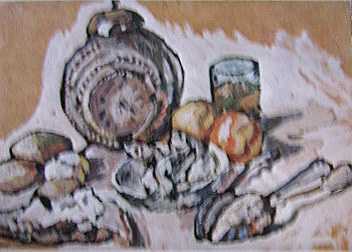
Stilleben Olja.
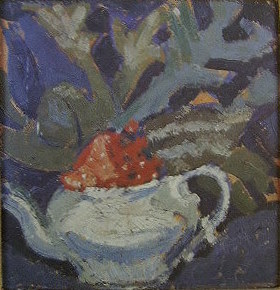
Tekannan. Olja.
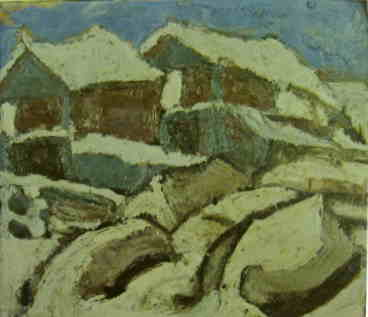
Vinter. Olja.

## Museer och samlingar med Joel Petterssons konst
- Andersudde
- Moderna museet[17]
- Ålands konstmuseum
- Åbo konstmuseum
- Ålands Ömsesidiga Försäkringsbolags konstsamling
- Ålandsbanken Abp